# Zachodnia obwodnica Szczecina
Zachodnia obwodnica Szczecina (właśc. Zachodnie Drogowe Obejście Szczecina, w skrócie ZOS, lub „Zośka”) – planowana obwodnica lewobrzeżnej części Szczecina z przeprawą przez Odrę (wł. Domiążę) w Policach projektowana w ciągu drogi ekspresowej S6. Będzie otaczać Szczecin od zachodu. Jej zadaniem ma być odciążenie ruchu kołowego w lewobrzeżnej części Szczecina i ułatwienie dojazdu do Polic oraz poprawienie komunikacji lokalnej między Szczecinem, Policami, Goleniowem, portem lotniczym Szczecin-Goleniów i miejscowościami przygranicznymi. Ułatwiony ma zostać dojazd do przejść granicznych w Rosówku (DK13, kierunek Schwedt/Oder), Kołbaskowie (A6, kierunek Berlin), Lubieszynie (DK10, kierunek Pasewalk) i Dobieszczynie (DW115, kierunek Eggesin) a także za sprawą tunelu pod Odrą w Policach do Polski północnej. Dzięki nowej drodze dogodnie skomunikowane zostaną tereny inwestycyjne w gminach Police i Goleniów. W przypadku Polic droga nad morze może skrócić się o 50 kilometrów.  
Droga o długości około 50 km ma kosztować 6 miliardów złotych i powstać dzięki współpracy Szczecina z sąsiednimi gminami. 

## Kalendarium
5 grudnia 2007
w Szczecinie zostało podpisane porozumienie pomiędzy województwem zachodniopomorskim, powiatem polickim, gminą Goleniów, gminą Police oraz gminą miastem Szczecin w sprawie realizacji w 2008 roku studium wykonalności Zachodniego Drogowego Obejścia Szczecina w ciągu drogi ekspresowej S6.
10 lutego 2009
została wyłoniona w przetargu firma, która sporządzi studium wykonalności. Początkowo przetarg wygrało konsorcjum firm Scott Wilson Sp. z o.o. w Poznaniu oraz Scott Wilson Ltd Alencon Link z Hampshire. Od decyzji o wyborze oferenta odwołały się dwie firmy biorące udział w przetargu, w tym jedna skutecznie. Krajowa Izba Odwoławcza nakazała ponowną ocenę ofert, którą 7 kwietnia 2009 wygrało konsorcjum Arcadis (Arcadis Sp. z o.o., Pont-Projekt Sp. z o.o. oraz Ryszard Kowalski – Pracownia Projektowa Dróg i Mostów DIM), z którym 11 maja 2009 podpisano umowę. Na podstawie wykonanego studium Sejmik Województwa Zachodniopomorskiego wybrał do realizacji tzw. wariant A z tunelem drążonym pod Domiążą. Projekt obwodnicy miał być gotowy przed rokiem 2012, by inwestycja mogła być współfinansowana z pieniędzy dostępnych na lata 2014–2020.
3 lutego 2011
do Regionalnego Dyrektora Ochrony Środowiska został złożony wniosek o wydanie decyzji środowiskowych uwarunkowaniach dla projektowanej obwodnicy. Decyzja została wydana 6 kwietnia 2017.
13 października 2015
rząd Rzeczypospolitej Polskiej zmienił rozporządzenie o autostradach i drogach ekspresowych w Polsce, wydłużając drogę ekspresową S6 o odcinek Kołbaskowo – Police – Goleniów.
grudzień 2017
Minister Infrastruktury Andrzej Adamczyk, poinformował w Szczecinie, że rząd przeznaczył 8,5 miliona złotych na wykonanie badań geologicznych, które są niezbędne do zaprojektowania i budowy drogi. Ostateczna kwota za którą wykonano blisko 5 tysięcy odwiertów wyniosła ponad 20 milionów złotych.
22 grudnia 2021
GDDKiA ogłosiła przetarg na wykonanie projektu. Przeznaczono na to 55 mln złotych.
26 września 2024
GDDKiA ogłosiła przetarg na II etap obwodnicy Przecławia i Warzymic w ciągu DK13 (przetarg na I etap został ogłoszony w 2015, a drogę oddano do użytku w 2023). W ramach II etapu zostanie wybudowany nowy węzeł zespolony Kołbaskowo na autostradzie A6, który będzie również początkiem dla zachodniej obwodnicy Szczecina oraz łączyć się z drogą DK13.

## Prace
Głównym wykonawcą budowy obwodnicy została wybrana firma Energopol Szczecin S.A., z którą 9 marca 2018 podpisano stosowną umowę. Na początku lipca 2019 Energopol złożył w szczecińskim sądzie rejonowym wniosek o ogłoszenie upadłości likwidacyjnej. Zdolność firmy do dokończenia jeszcze nie rozpoczętego kontraktu miała stać się przedmiotem pogłębionej analizy prawnej GDDKiA sama zaś firma zadeklarowała chęć kontynuacji prac. W listopadzie 2021 roku decyzją ministra Adamczyka przyznanych zostało 411,2 mln zł na prace przygotowawcze dla tej inwestycji. Obejmują one też uzyskanie decyzji o zezwoleniu na realizację inwestycji drogowej i wypłatę odszkodowań za nieruchomości pod drogę. Projekty miały być gotowe w ciągu 15 miesięcy.

## Tunel pod Odrą
Kluczowym element projektu Zachodniej Obwodnicy Szczecina będzie Tunel pod Odrą, który przetnie rzekę Odrę na północ od Polic, w miejscu, gdzie przebiega tor wodny prowadzący do portu w Szczecinie. Ze względu na warunki terenowe i wymogi środowiskowe, droga S6 zostanie poprowadzona pod Odrą tunelem o długości 5033,74 m. Obiekt będzie składał się z dwóch rur, drążonych za pomocą maszyny TBM. Zewnętrzna średnica tunelu wyniesie prawie 15 metrów, a grubość jego obudowy 60 cm. Projekt przewiduje 19 przejść poprzecznych między rurami, które będą pełnić funkcję tras ewakuacyjnych w razie zagrożenia. Spód konstrukcji tunelu znajdzie się maksymalnie 51 metrów poniżej poziomu terenu, a jezdnia zostanie ulokowana na głębokości do 45 metrów. Odcinki wjazdowe do tunelu będą mieć około 600 metrów długości.